# Live in Skenderija Sarajevo 2018
Live in Skenderija Sarajevo 2018 (hrv. Uživo u Skenderiji, Sarajevo 2018.) treći je koncertni album bosanskohercegovačke rock skupine Zabranjeno pušenje, objavljen 14. travnja 2022. godine na streaming platformama. 

## Pozadina
Krajem listopada 2018. godine Zabranjeno pušenje je objavila svoj XI. studijski album, Šok i nevjerica. Turneja kojom se promovira novi studijski album započela je nastupima u Beogradu (29. listopada) i Zagrebu. Završila se 29. prosinca koncertom u sarajevskoj Skenderiji na kojem su gosti bili Zele Lipovača (Divlje jagode) i Alen Islamović (Divlje jagode, Bijelo dugme) i na kojem je obilježeno 35 godina postojanja i rada Zabranjenog pušenja.

## Snimanje
Sve pjesme, ukupnio 31, snimljene su na koncertu u Skenderiji u Sarajevu, 29. prosinca 2018. godine. Pjesme "Krivo je more" koju izvodi Zele Lipovača i "Nakon svih ovih godina" koju izvodi Alen Islamović izvodile su se na koncertu ali nisu se našle na ovom albumu.
Glazbeni spot za pjesmu "Lijepa Alma" u izvođenju sa Zelom Lipovačom objavljen je 13. veljače 2019. godine. Spot je montirao Fran Sokolić, a korišteni su kadrovi koje je na navedenom koncertu snimila TV1 iz Sarajeva pod vodstvom realizatora snimanja Senada Sinanagića. Objavljen je još jedan sport od kadrova snimljenih na ovom koncertu, i to 31. ožujka 2022. godine za pjesmu "Svjetla Sarajeva" u izvođenju s Damirom Imamovićem.

## Popis pjesama
Izvor: Apple Music, Spotify
| 1.      | »Hadžija ili bos«                         | Pozdrav iz zemlje Safari, 1987.                  | 4:54 |
| 2.      | »Otpor, Stoko!«                           | Fildžan viška, 1997.                             | 4:03 |
| 3.      | »Irska«                                   | Šok i nevjerica, 2018.                           | 3:23 |
| 4.      | »Pos'o, kuća, birtija«                    | Agent tajne sile, 1999.                          | 4:26 |
| 5.      | »Kažu mi da novog frajera imaš«           | Dok čekaš sabah sa šejtanom, 1985.               | 4:14 |
| 6.      | »Mahala u magli«                          | Šok i nevjerica                                  | 3:49 |
| 7.      | »Lutka sa naslovne strane«                | Dok čekaš sabah sa šejtanom                      | 6:28 |
| 8.      | »Kupi nas Ali« (feat. Sassja)             | Šok i nevjerica                                  | 4:23 |
| 9.      | »Halid 'mjesto Halida«                    | Fildžan viška                                    | 6:28 |
| 10.     | »Balada o Pišonji i Žugi«                 | Pozdrav iz zemlje Safari                         | 9:12 |
| 11.     | »Djevojčice kojima miriše koža«           | Dok čekaš sabah sa šejtanom                      | 3:55 |
| 12.     | »Boško i Admira«                          | Radovi na cesti, 2013.                           | 4:49 |
| 13.     | »Možeš imat' moje tijelo«                 | Fildžan viška                                    | 5:03 |
| 14.     | »Piccola Storia de Grande Amore«          | Male priče o velikoj ljubavi, 1989.              | 8:59 |
| 15.     | »Karabaja«                                | Bog vozi Mercedes                                | 7:11 |
| 16.     | »Guzonjin sin«                            | Male priče o velikoj ljubavi                     | 7:06 |
| 17.     | »Abid / Srce, ruke i lopata«              | Das ist Walter, 1984. / Pozdrav iz zemlje Safari | 7:30 |
| 18.     | »Gospođa Senada«                          | Šok i nevjerica                                  | 5:12 |
| 19.     | »Počasna salva«                           | Bog vozi Mercedes                                | 7:24 |
| 20.     | »Jugo 45«                                 | Agent tajne sile                                 | 5:50 |
| 21.     | »Dan republike«                           | Pozdrav iz zemlje Safari                         | 5:27 |
| 22.     | »Stanje šoka«                             | Dok čekaš sabah sa šejtanom                      | 4:20 |
| 23.     | »Pišonja i Žuga u paklu droge«            | Male priče o velikoj ljubavi, 1989.              | 5:02 |
| 24.     | »Fikreta (Posljednja oaza)«               | Pozdrav iz zemlje Safari                         | 3:41 |
| 25.     | »Ko?«                                     | Šok i nevjerica                                  | 5:17 |
| 26.     | »Lijepa Alma« (feat. Zele Lipovača)       | Bog vozi Mercedes, 2001.                         | 3:52 |
| 27.     | »Fildžan viška«                           | Fildžan viška                                    | 7:36 |
| 28.     | »Svjetla Sarajeva« (feat. Damir Imamović) | Šok i nevjerica                                  | 5:49 |
| 29.     | »Ibro dirka«                              | Dok čekaš sabah sa šejtanom                      | 7:39 |
| 30.     | »Zenica Blues«                            | Das ist Walter                                   | 3:36 |
| 31.     | »Nedjelja kad je otiš'o Hase«             | Dok čekaš sabah sa šejtanom                      | 5:17 |
| 2:51:55 |                                           |                                                  |      |

## Izvođači i osoblje
Zabranjeno pušenje
- Davor Sučić "Sejo Sexon" – vokal, prateći vokal
- Toni Lović – električna i akustična gitara
- Branko Trajkov "Trak" – bubnjevi, udaraljke, prateći vokal
- Robert Boldižar – violina, violončelo, klavijature, prateći vokal
- Dejan Orešković "Klo" – bas-gitara
- Lana Škrgatić – klavijature, saksofon, flauta, prateći vokal

Gostujući glazbenici
- Sanela Halilović "Sassja" – vokal (skladba 8)
- Zele Lipovača – vokal, gitara (skladba 26)
- Damir Imamović – tambur, vokal (skladba 28)

Produkcija
- Davor Sučić – produkcija
- Dario Vitez – izvršni producent, voditelj turneje

Dizajn
- Aleksandar Zec – fotografija

## Vanjske poveznice
- Službeni web skupine  Arhivirana inačica izvorne stranice od 5. lipnja 2022. (Wayback Machine)
- Live in Skenderija Sarajevo 2018 na Discogsu